# Ремінь (річка)
Ремінь — річка в Україні, у Сарненському районі Рівненської області. Права притока Случі, (басейн Прип'яті).

## Опис
Довжина річки приблизно 12,09 км, найкоротша відстань між витоком і гирлом — 9,96  км, коефіцієнт звивистості річки — 1,22 . Річка формується багатьма безіменними струмками, загатами і повністю каналізована.

## Розташування
Бере початок на північно-західній стороні від села Чабель. Тече переважно на північний захід через урочище Маслів Брід, Кам'яне-Случанське і впадає у річку Случ, праву притоку Горині.

## Цікавий факт
- У XIX столітті річка протікала біля села Кам'яне.[2]